# Fédération suisse d'escrime
La fédération suisse d'escrime est une association créée le 24 janvier 1914. Elle est l'organisme officiel qui gère et organise l'escrime en Suisse.

## Organisation

### Présidents
- Max Heinzer (depuis 2024)[1]
- Lars Frauchiger (??-2024)[1]

### Entraineurs nationaux
- Me Stéphane Le Roy : entraineur national seniors homme
- Me Paul Fosser : entraineur national seniors dame

## Compétitions
Liste des compétitions organisées annuellement par la FSE :
- Niveau national :
  - Circuit national : série de tournois nationaux servants pour le classement national et pour la qualification pour les tournois de sélection internationaux, les championnats suisses et le swiss fencing challenge. Catégorie Minimes (12-13 ans), Cadets (M 17), Juniors (M 20), Senior et vétérans (40+) aux 3 armes.
  - Championnats suisses : Compétition la plus importante du circuit national et des tournois de sélection, elle désigne le/la champion(ne) suisse aux trois armes, individuel et par équipes pour la saison passée. Catégorie Cadets, Juniors et Seniors aux 3 armes.
  - Swiss Fencing Challenge : Finale du circuit national pour laquelle sont sélectionnés les 32 meilleurs classés de chaque catégorie pour se disputer le challenge. Catégorie Minimes, Cadets, Juniors, Seniors et vétérans, uniquement à l'épée.

- Tournois internationaux :
  - Grand prix de Berne : La Fédération suisse d'escrime organise annuellement en collaboration avec la fédération internationale d'escrime un tournoi de coupe du monde à l'épée hommes séniors : le grand prix de Berne. C'est l'un des 4 Grands Prix d'épée masculine.
  - Trophée Maître Roger Nigon : organisé annuellement à Bâle en collaboration avec la FIE, le Trophée Maître Roger Nigon est un tournoi de coupe du monde à l'épée homme Junior (M 20).
  - Lady of the Épée Challenge : organisé annuellement à Montreux en collaboration avec la confédération européenne d'escrime est un tournoi du circuit européen pour la catégorie épée dames cadettes (M 17).
  - Lugano Challenge : Le Lugano Challenge est une compétition internationale d'escrime pour la jeunesse et les seniors organisés annuellement par L'association tessinoise d'escrime en collaboration avec la Fédération suisse d'escrime. C'est l'un des plus grands tournoi jeunesse d'Europe avec plus de 900 participants sur 3 jours de compétition. Il fait partie du circuit national suisse ainsi que des tournois de sélection internationaux Junior (M 20) pour la suisse et l'Italie.